# Алапаиха
Алапаиха — река в России, протекает по Свердловской области. Устье реки находится в 64 км по левому берегу реки Нейвы. Длина реки составляет 41 км.
Система водного объекта: Нейва → Ница → Тура → Тобол → Иртыш → Обь → Карское море.

## Данные водного реестра
По данным государственного водного реестра России, относится к Иртышскому бассейновому округу, водохозяйственный участок реки — Реж (без реки Аяти от истока до Аятского гидроузла) и Нейва (от Невьянского гидроузла) до их слияния, речной подбассейн Тобола, речной бассейн Иртыша.
Код объекта в государственном водном реестре — 14010501812111200006549.